# Sahil Suhaimi
Mohamad Sahil bin Suhaimi (8 luglio 1992) è un calciatore singaporiano, attaccante del Tanjong Pagar Utd.

## Carriera

### Club
Ha giocato nella prima divisione singaporiana ed in quella malese.

### Nazionale
Tra il 2013 ed il 2019 ha totalizzato complessivamente 22 presenze ed una rete con la nazionale singaporiana.